# ヒューバート・マイルズ・グラッドウィン・ジェブ (初代グラッドウィン男爵)
初代グラッドウィン男爵ヒューバート・マイルズ・グラッドウィン・ジェブ（英語: Hubert Miles Gladwyn Jebb, 1st Baron Gladwyn, 1900年4月25日 - 1996年10月24日）は、イギリスの外交官、政治家。聖マイケル・聖ジョージ勲章、ロイヤル・ヴィクトリア勲章、バス勲章受勲者。単にグラッドウィン・ジェブ（英語: Gladwyn Jebb）として知られる。国際連合創設時に事務総長代行を務めた。

## 生涯

### 生い立ち
ヨークシャーのファーベック・ホールにおいて、シドニー・ジェブ（Sydney Jebb）の息子として生まれた。イートン・カレッジで教育を受け、オックスフォード大学モードリン・カレッジで歴史学を学んだ。

### 外交官
1924年に外交官となり、イランのテヘランとイタリアのローマで在外勤務を経験した。テヘランではハロルド・ニコルソンやヴィタ・サックヴィル＝ウェストと知り合った。ジェブはその後ロンドンでの外務省勤務となり、外務部長秘書官を務めた。

## 第二次世界大戦
1940年8月、ジェブは経済戦争省に配属され、次官補佐官の臨時職位を与えられた。1942年に再建復興部長となり、1943年に外務省で参事官となった。この間、ジェブはテヘラン会談やヤルタ会談、ポツダム会談など多数の国際会議に出席した。

### 国際連合事務総長代行
第二次世界大戦後、ジェブは1945年8月に国連設立準備委員会事務局長となった。1945年10月に国連事務総長代行となり、初代事務総長としてトリグブ・リーが選出されるまで代行職を務めた。

### 大使
ロンドンに戻った後、ジェブは外務大臣アーネスト・ベヴィンの代理として外相会議に出席した。1946年から1947年まで外務省で国際連合顧問を務めた。ジェブはまたブリュッセル条約常設委員会にイギリス代表として参加した。1950年から1954年まで国連大使を、1954年から1960年まで駐フランス大使を務めた。

### 政治活動
1960年、ジェブは世襲貴族となり、グラッドウィン男爵として自由党に入党した。自由党の副党首として1965年から1988年まで貴族院議員を務め、外交と国防に関する広報担当も務めた。1973年から1976年までは欧州議会議員も務め、政治委員会の副委員長も務めた。
ジェブは自由党に参加した理由について、次のように述べている。
ジェブは多くの自由党員と同様に、教育が社会改革の鍵であると強く信じていた。

### その他の活動
ジェブは料理人としても良い腕を持っており、長期にわたってイギリス政府のワイン委員会で委員長を務めた。射撃の腕もよく、田舎での狩猟に興味を持ち続けた。ジェブはシリル・コナリーやナンシー・ミットフォードらと親しい付き合いをした。

### 死
1996年に死去した。遺体はサフォークのブラムフィールドにある聖アンドリュー墓地に埋葬された。グラッドウィン男爵は、息子マイルズが継承した。

## 家族
1929年、シンシア・ノーブル（Cynthia Noble）と結婚し、息子1人と娘2人を儲けた。
1. 長男・マイルズ（Miles） - 第2代グラッドウィン男爵
2. 長女・ヴァネッサ（Vanessa） - 歴史家ヒュー・トマスと結婚
3. 次女・ステラ（Stella） - 科学者ジョエル・ド・ロスネーと結婚

## 栄誉
- 1942年 - 聖マイケル・聖ジョージ勲章コンパニオン
- 1947年 - バス勲章コンパニオン
- 1949年 - 聖マイケル・聖ジョージ勲章ナイト・コマンダー
- 1954年 - 聖マイケル・聖ジョージ勲章ナイト・グランド・クロス
- 1957年 - ロイヤル・ヴィクトリア勲章ナイト・グランド・クロス
- 1957年 - レジオンドヌール勲章グラン・クロワ

## 著作物
グラッドウィン男爵として、以下の書籍を出版した。
- 『Is Tension Necessary?』（1959年）
- 『Peaceful Co-existence』（1962年）
- 『The European Idea』（1966年）
- 『Half-way to 1984』（1967年）
- 『De Gaulle's Europe, or, Why the General says No』（1969年）
- 『Europe after de Gaulle』（1970年）
- 『The Memoirs of Lord Gladwyn』（1972年）

ジェブの文書類は、息子マイルズが1998年から2000年にかけてケンブリッジ大学のチャーチル資料センターに寄贈した。